# Blue Blood (album de X Japan)
Pour les articles homonymes, voir Blue Blood.
Albums de X Japan
Vanishing Vision
(1988) Jealousy
(1991)
Blue Blood est le deuxième album du groupe japonais de rock japonais/visual kei X Japan. C'est aussi le premier album major du groupe et celui qui l'a fait connaître au grand public. Il contient deux ré-enregistrements du premier album, Vanishing Vision (Kurenai, cette fois en version japonaise, et Unfinished, pour sa part dans une version plus longue et plus complète). Il contient aussi certaines des plus grandes chansons du groupe (Week End, X, Kurenai, Endless Rain, Rose of Pain...).

## Réception critique
L'album est couvert dans le livre Rock Chronicles Japan Vol. 2 1981-1999, un ouvrage collectif de 50 auteurs de 1999, qui se fixait pour objectif (avec le Vol. 1) de détailler les 333 albums essentiels du rock japonais.
L'album est inclus dans une liste des 44 meilleurs albums japonais dressée par le magazine Band Yarouze en 2004. Selon l'édition japonaise du magazine Rolling Stone dans une liste des 100 meilleurs albums de rock japonais parue en 2007, cet album est le 15e meilleur album de rock japonais.
Il est également couvert dans l'ouvrage Visual Rock Perfect Disc Guide 500, paru en 2013 et produit par un collectif de dix auteurs avec l'intention de lister les 500 albums qui ont marqué l'histoire du genre.

## Pistes
| No  | Titre                     | Durée |
| --- | ------------------------- | ----- |
| 1.  | Prologue (~ World Anthem) | 2:38  |
| 2.  | Blue Blood                | 5:03  |
| 3.  | Week End                  | 6:02  |
| 4.  | Easy Fight Rambling       | 4:43  |
| 5.  | X                         | 6:00  |
| 6.  | Endless Rain              | 6:30  |
| 7.  | Kurenai (紅)              | 6:09  |
| 8.  | XClamation                | 3:52  |
| 9.  | Orgasm (オルガスム)       | 2:42  |
| 10. | Celebration               | 4:51  |
| 11. | Rose of Pain              | 11:47 |
| 12. | Unfinished                | 4:24  |